# Prix Lennart af Petersens
Le Prix Lennart af Petersens est un prix photographique fondé en 2004 par la ville de Stockholm en hommage au photographe Lennart ar Petersens. Il est décerné chaque année impaire.

## Lauréats
- 2005 : Gunnar Smoliansky
- 2007 : Per Skoglund
- 2009 : Micke Berg
- 2011 : Leif Claesson
- 2013 : Catharina Gotby

## Sources
- (sv) Cet article est partiellement ou en totalité issu de l’article de Wikipédia en suédois intitulé « Lennart af Petersens pris » (voir la liste des auteurs).